# Eduardo Bueno
Eduardo Bueno  (Porto Alegre, 30 de mayo de 1958) es un periodista, escritor y traductor brasileño.
Actualmente dirige el canal Buenas Ideas en YouTube, que narra la historia de Brasil de una manera informal. Bueno inició su vida profesional a los diecisiete años como reportero del periódico gaúcho Zero Hora, donde ganó el sobrenombre de "Peninha", que es el nombre en portugués de un personaje de Walt Disney  que trabaja en el periódico "La Patada". Fue editor, guionista, traductor, y trabajó en diversos medios de comunicación. Cursó estudios superiores de periodismo en la Universidad Federal del Río Grande del Sur - UFRGS.  Se hizo conocido por el público joven gaúcho gracias a su participación en el programa "Para Iniciar la Conversación", de la TV Educativa de Porto Alegre. En 1988, tuvo también una participación en otro programa de aquella misma emisora educativa gaúcha en el horario del mediodía, al lado de Maria do Carmo Bueno, Zé Pedro Goulart, Cândido Norberto y otros. También integró el equipo del periodista paulista Augusto Nunes en el periódico Zero Hora.

## Biografía
Se hizo conocido en Brasil por traducir al portugués el libro "On the Road", de Jack Kerouac, un clásico de la cultura beatnik de la década de 1950. A esa época (su traducción es de la década de 1980), no sólo se adhirió al movimiento sino que también se hizo uno de sus mayores divulgadores en el país. 
Aprovechando el contexto de preparación de las conmemoraciones por los quinientos años del descubrimiento de Brasil, fue contratado por la Editora Objetiva para la redacción de cuatro libros sobre la Historia de Brasil escrita para no especialistas, lo que dio lugar a la "Colección Brasilis":
1. El Viaje del Descubrimiento (1998)
2. Náufragos, Traficantes y Desterrados (1998)
3. Capitanes del Brasil (1999)
4. La Corona, la Cruz y la Espada (2006)

Sólo el tiraje de los tres primeros títulos alcanzó 500 000 ejemplares vendidos hasta 2006.[cita requerida] En ese periodo, el autor lanzó otras doce obras de sello histórico, entre las que destacan el libro sobre la Caja Económica Federal ("Caixa: Uma História Brasileira"), sobre la Agencia Nacional de Vigilancia Sanitaria ("À Sua Saúde — A Vigilância Sanitária na História do Brasil"), el Gremio Foot-Ball Porto Alegrense ("Grêmio: Nada Pode Ser Maior"), la Avenida Central ("Avenida Rio Branco"), la Kimberly & Clark ("Passado a Limpo"), la Confederación Nacional de la Industria ("Produto Nacional") y los Mamonas Asesinas ("Mamonas Assassinas - Blá, Blá, Blá: a Biografia Autorizada"), además de haber participado de un proyecto sobre la biografía de Bob Dylan (artista por el cual tiene una admiración intensa).
Entre septiembre y noviembre de 2007, presentó la serie "Es mucha historia" durante el programa "Fantástico" de la Red Globo de Televisión. En cada episodio, de cerca de diez minutos, aparecía vestido cómo uno de los personajes reales que había participado del asunto del que hablaba y salía a las calles a conversar con el público. En el episodio de estreno, Un Día de Furia, que trató del famoso grito de “Independencia o muerte” gritado en los márgenes del Río Ipiranga, el escritor se vistió como Don Pedro I y conversó con camioneros que hacían el mismo trayecto recorrido por el príncipe el día 7 de septiembre.
En su canal de YouTube, "Buenas Ideas", ha presentado la serie "Não vai cair no ENEM" (No va a desaprobar el ENEM) que trata sobre temas relacionados con la Historia de Brasil discutidos en la Colección Brasilis. Eduardo participa juntamente con Marcelo Madureira en el programa "Contraditórios" del canal Passaralho.
Aunque sus obras sean utilizadas cotidianamente en aulas brasileñas y Bueno sea por veces tomado como un historiador, su formación académica y experiencia profesional son en el área del periodismo, lo que le rinde críticas por parte de algunos historiadores, que evalúan sus libros como superficiales y prendidos al campo de las curiosidades históricas, perjudicando la publicación de trabajos más rigurosos del campo historiográfico. Aun así, al menos en términos de venta de libros, se destaca.
Bueno considera, aún, que hay espacio para otras obras y afirma tener deseo de escribir sobre el periodo pre-cabralino, sobre las bandeiras y sobre el Brasil Holandés.

## Controversia
En el programa de radio "Sala de Redacción", el día 26 de abril de 2018, en la Radio Gaúcha, Eduardo Bueno hizo un comentario sexista en una discusión con la compañera Eduarda Streb, donde preguntó "¿De donde salió esta niña? Vuelve para la cocina, de donde no deberías haber salido". Hubo gran repercusión negativa y reprobación de la sociedad civil así como una nota de repudio por parte del Sindicato de los Periodistas Profesionales de Río Grande del Sur (SindJors). Pocos días después, Eduardo se declaró arrepentido e hizo un pedido público de disculpas a Streb.